# Church Lawford
Church Lawford est un village et une paroisse civile du Warwickshire, en Angleterre. Administrativement, il dépend du borough de Rugby. Il est situé à un peu moins de 4 km à l'ouest de la ville de Rugby et à 7 km à l'est de Coventry. La population de la paroisse civile lors du recensement de 2021 était de 432 habitants.
Le village se trouve au nord de la route principale A428, entre Coventry et Rugby, et de la ligne ferroviaire Rugby-Coventry. Depuis la route principale, le village se trouve sur une pente descendante dans la vallée de la rivière Avon. De l'autre côté de l'Avon, traversée par un vieux pont de pierre, se trouve le hameau de King's Newnham. Le village est l'un des nombreux Lawfords de la localité, avec Long Lawford et Little Lawford à l'est et au nord, et Lawford Heath au sud-est, bien qu'ils soient des agglomértions complètement distinctes.
Le village a été mentionné dans le Domesday Book de 1086 sous le nom de Leileford. L'église du village, dédiée à saint Pierre, a été construite au XIVe siècle sur un terrain surplombant l'Avon. Elle a été largement reconstruite à l'époque victorienne, entre 1873 et 1874.[2] En 1960, elle a été classée monument de grade II.
Le village avait autrefois une école, mais celle-ci a été fermée en 1996. Une salle de lecture et une salle des fêtes ont été construites en 1912. Mais elles ont été démolies en 2007 et remplacées par un bâtiment plus moderne.

## RAF Church Lawford
Il y avait une base d'entraînement de la RAF située à un peu plus de 1 milles (1,609344 km) au sud du village de 1941 à 1955, appelée RAF Church Lawford.

## Galerie

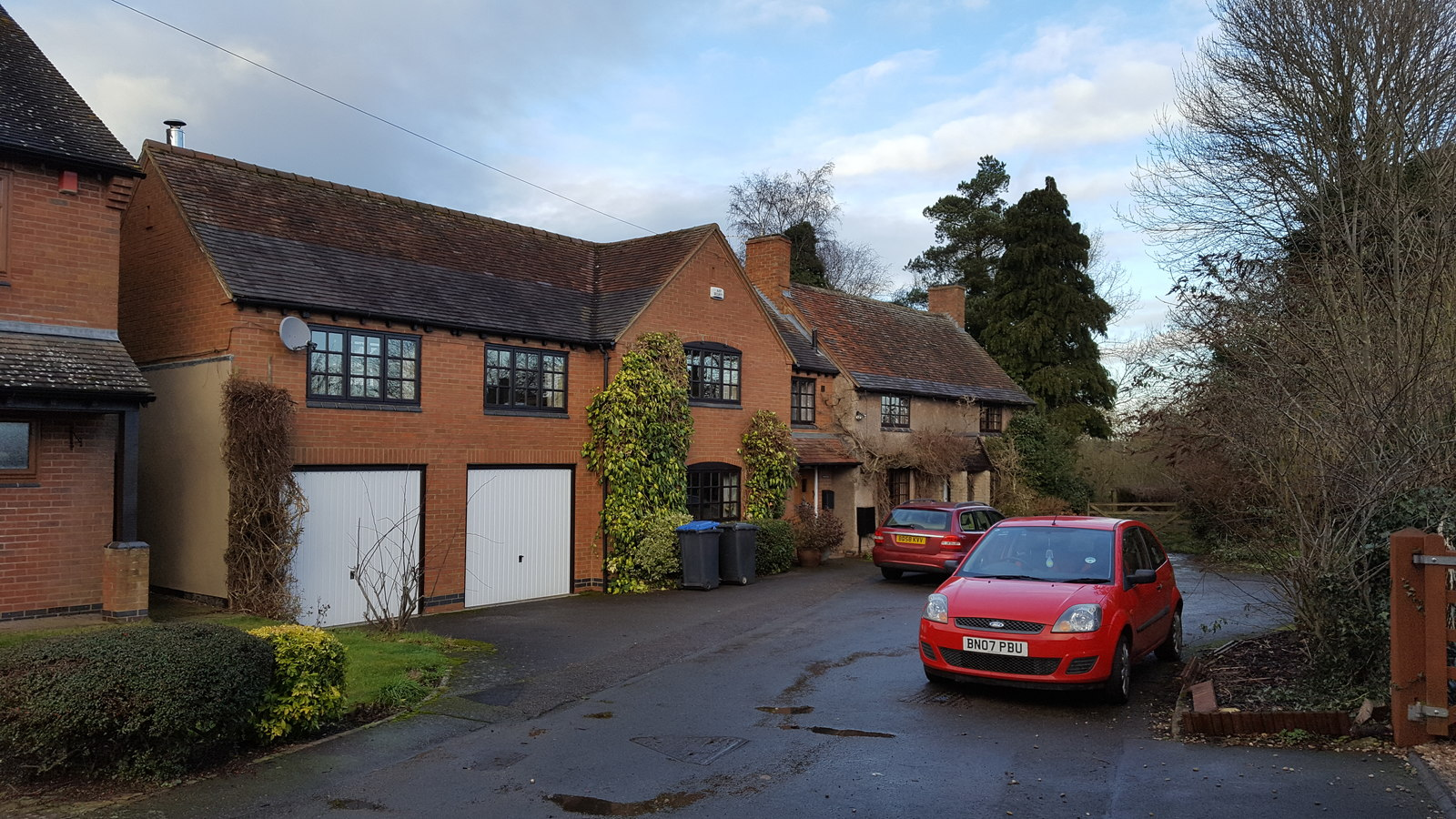
Maisons.
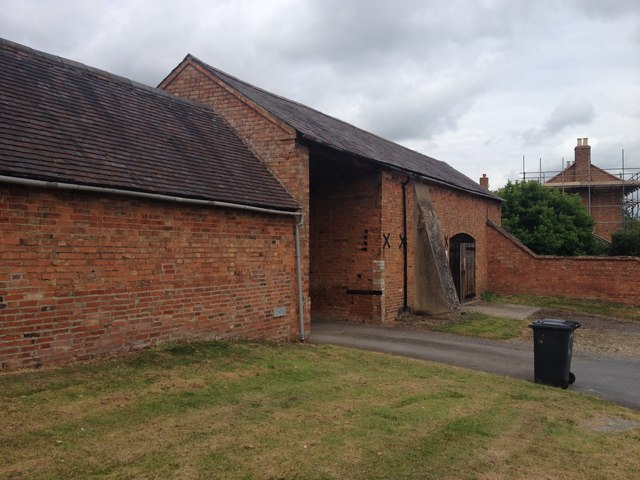
Ferme aux environs de Church Lawford.
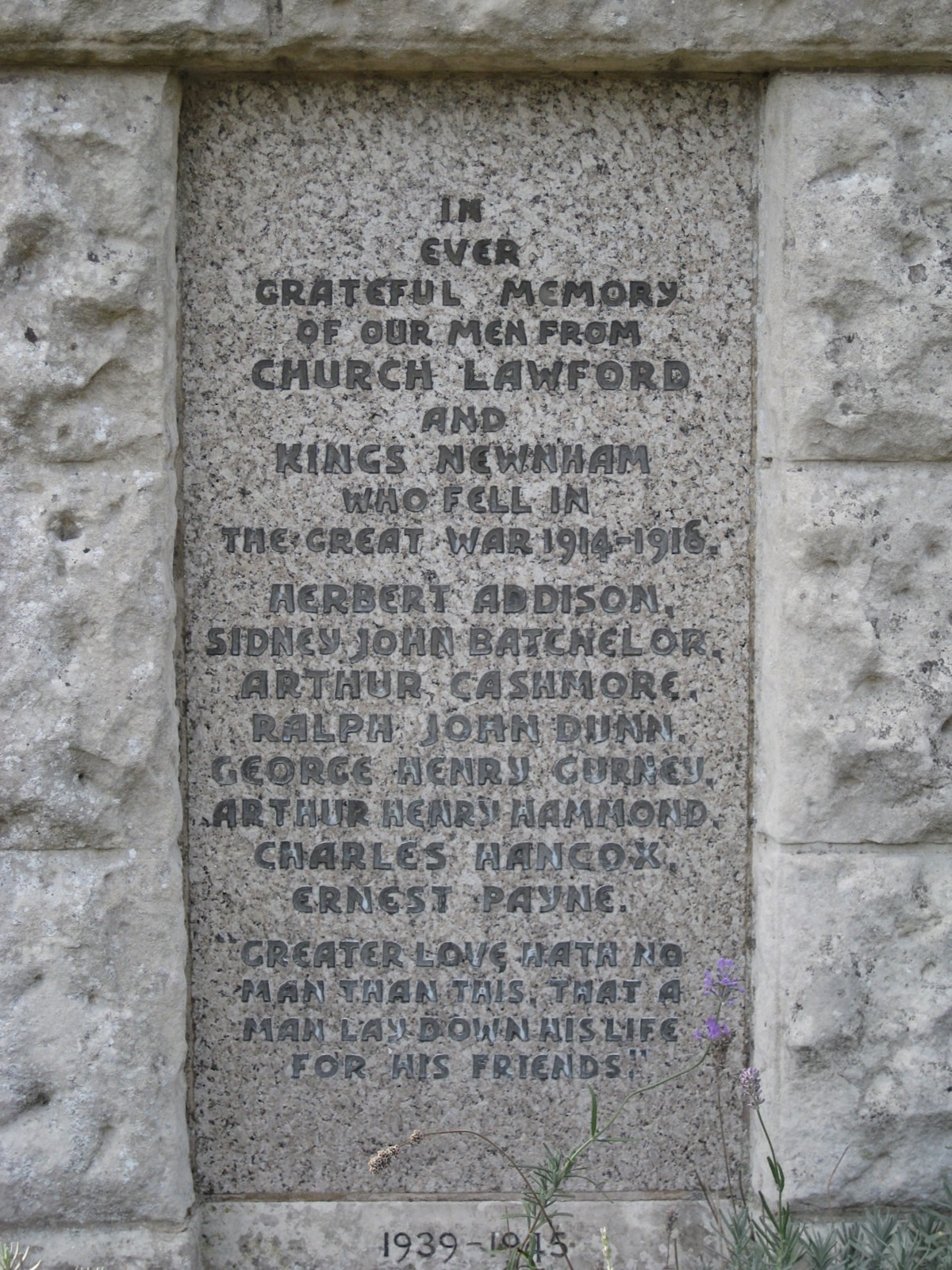
Monument aux morts.